# Ritratto di Maria Trip
Ritratto di Maria Trip è un dipinto a olio su tela di Rembrandt, eseguito nel 1639 e conservato nel Rijksmuseum di Amsterdam. Il quadro è posto su un supporto in legno di pioppo.

## Descrizione
Maria Trip (16/01/1619-14/10/1683), figlia del mercante di armi e pietre preziose Elias Trip e di Alotte Adriaen Sdr, il 12 marzo 1641 andò sposa al ricco mercante Balthasar Coymans (1589-1657), di trent'anni più anziano di lei, dal quale ebbe sei figli. Rimasta vedova si unì in seconde nozze con il notaio Pieter Ruysch van Wayenburg.  
La ricchezza dell'abbigliamento rivela l'appartenenza di Maria Trip, che all'epoca aveva vent'anni e non era ancora coniugata, ad una famiglia dell'alta borghesia. La giovane donna sta in piedi, con un'inclinazione a sinistra, e guarda lo spettatore. Nella mano sinistra, appoggiata su una balaustra, tiene un ventaglio. I capelli castani, un po' radi, ricadono sulla fronte. Maria Trip indossa un vestito nero, decorato da rosette, con il colletto dal triplo strato, ed è abbondantemente ingioiellata.. Alle sue spalle c'è una tenda scura, mentre un raggio di luce investe Maria frontalmente. Sono visibili correzioni nella parte inferiore, dove inizialmente era presente un tavolo.
Il disegno preparatorio è di dimensioni maggiori della tela: si desumerebbe che il dipinto fu ridotto su tutti i lati per adattarlo alle esigenze della committenza, ma non si è a conoscenza di quando fu eseguita questa modifica. La data e la firma sicuramente non sono autentiche ma sono state poste successivamente imitando la grafia dell'artista, anche se la data appare attendibile.